# Maurilia iconica
Maurilia iconica är en fjärilsart som beskrevs av Walker 1857. Maurilia iconica ingår i släktet Maurilia och familjen trågspinnare. Inga underarter finns listade i Catalogue of Life.